# Litz
Litz és un municipi francès, situat al departament de l'Oise i a la regió dels Alts de França. L'any 2007 tenia 341 habitants.

## Demografia

### Població
El 2007 la població de fet de Litz era de 341 persones. Hi havia 131 famílies de les quals 32 eren unipersonals (16 homes vivint sols i 16 dones vivint soles), 36 parelles sense fills, 55 parelles amb fills i 8 famílies monoparentals amb fills.
La població ha evolucionat segons el següent gràfic:
Habitants censats

### Habitatges
El 2007 hi havia 146 habitatges, 129 eren l'habitatge principal de la família, 10 eren segones residències i 8 estaven desocupats. Tots els 145 habitatges eren cases. Dels 129 habitatges principals, 114 estaven ocupats pels seus propietaris, 10 estaven llogats i ocupats pels llogaters i 5 estaven cedits a títol gratuït; 1 tenia una cambra, 6 en tenien dues, 22 en tenien tres, 36 en tenien quatre i 64 en tenien cinc o més. 102 habitatges disposaven pel capbaix d'una plaça de pàrquing. A 51 habitatges hi havia un automòbil i a 69 n'hi havia dos o més.

### Piràmide de població
La piràmide de població per edats i sexe el 2009 era:
| Homes | Edats   | Dones |
| ----- | ------- | ----- |
| 0     | 95 o +  | 0     |
| 0     | 90 a 94 | 0     |
| 4     | 85 a 89 | 0     |
| 0     | 80 a 84 | 0     |
| 8     | 75 a 79 | 8     |
| 8     | 70 a 74 | 16    |
| 4     | 65 a 69 | 8     |
| 4     | 60 a 64 | 8     |
| 4     | 55 a 59 | 0     |
| 12    | 50 a 54 | 12    |
| 4     | 45 a 49 | 8     |
| 20    | 40 a 44 | 16    |
| 20    | 35 a 39 | 8     |
| 12    | 30 a 34 | 16    |
| 8     | 25 a 29 | 8     |
| 8     | 20 a 24 | 12    |
| 16    | 15 a 19 | 16    |
| 0     | 10 a 14 | 8     |
| 8     | 5 a 9   | 16    |
| 12    | 0 a 4   | 20    |

## Economia
El 2007 la població en edat de treballar era de 228 persones, 175 eren actives i 53 eren inactives. De les 175 persones actives 159 estaven ocupades (86 homes i 73 dones) i 16 estaven aturades (11 homes i 5 dones). De les 53 persones inactives 20 estaven jubilades, 19 estaven estudiant i 14 estaven classificades com a «altres inactius».

### Ingressos
El 2009 a Litz hi havia 133 unitats fiscals que integraven 355 persones, la mediana anual d'ingressos fiscals per persona era de 19.261 €.

### Activitats econòmiques
Dels 12 establiments que hi havia el 2007, 2 eren d'empreses extractives, 3 d'empreses de construcció, 1 d'una empresa de transport, 1 d'una empresa financera, 2 d'empreses de serveis, 2 d'entitats de l'administració pública i 1 d'una empresa classificada com a «altres activitats de serveis».
Dels 3 establiments de servei als particulars que hi havia el 2009, 1 era una fusteria, 1 lampisteria i 1 perruqueria.
L'any 2000 a Litz hi havia 3 explotacions agrícoles.

## Equipaments sanitaris i escolars
El 2009 hi havia una escola elemental integrada dins d'un grup escolar amb les comunes properes formant una escola dispersa.

## Poblacions més properes
El següent diagrama mostra les poblacions més properes.